# Space Taxi
Space Taxi es un videojuego de acción para el Commodore 64 escrito por John Kutcher y publicado por Muse Software en 1984. Simula un taxi volador controlado por propulsores. El juego utiliza una muestra de voz, que incluye "Hey taxi!", "Pad one please", "Thanks", y "Up please". Estos se dicen en una variedad de tonos de voz, creando la sensación de diferentes clientes de taxis.

## Jugabilidad
Además de los propulsores, el taxi tiene un tren de aterrizaje que se puede encender o apagar. Encender el tren de aterrizaje desactiva los propulsores laterales, pero aterrizar sin tren de aterrizaje destruye el taxi. El taxi también se estrella al chocar con el entorno, aterrizar a alta velocidad o no aterrizar correctamente (es decir, tener solo uno de los engranajes en la plataforma y el otro en el aire).
Hay 24 niveles diferentes, en orden secuencial, y el jugador tiene que completarlos todos.
En cada nivel, hay un conjunto de plataformas numeradas. A intervalos regulares, un cliente se materializa de la nada, en una plataforma seleccionada al azar. El jugador tiene que volar su taxi a esa plataforma, luego de lo cual el cliente ingresará al taxi y dirá a qué plataforma quiere ir. Cuando el jugador lo lleve a esa plataforma, pagará la tarifa del taxi y la propina según la velocidad del viaje y la suavidad del aterrizaje. Después de que cada plataforma numerada haya sido visitada con éxito, el siguiente cliente dirá "Arriba, por favor", con lo cual se abrirá la puerta en la parte superior del nivel. Volar a través de la puerta completa el nivel. También hay que tener cuidado de no aterrizar o golpear al cliente con el taxi, no solo porque gritará enojado "¡HEY!" y luego desaparecen, antes de aparecer en otro lugar de la plataforma, pero también deducen dinero de su total ganado. Esto es cada vez más difícil en plataformas más pequeñas donde la plataforma apenas cabe para el cliente y el taxi.
Cada nivel presenta un escenario o tema diferente (como un país de dulces lleno de golosinas o un paisaje invernal nevado), y la mayoría tiene alguna característica especial para dificultar el trabajo del jugador. Algunas de las funciones incluyen una pelota de tenis de mesa que rebota por el nivel, copos de nieve que caen del cielo, una serie de mástiles de radar que interfieren con los controles, o teletransporte s que envían al jugador a una ubicación aleatoria.
El taxi también tiene un suministro de combustible limitado. El nivel de combustible se restablece al final de cada nivel, pero en algunas de las pantallas más complicadas es necesario repostar. Esto se logra volando a una plataforma especial marcada con una "F" y que contiene una bomba de gasolina. El jugador debe pagar el combustible con el dinero que ha ganado. Los pasajeros no tienen en cuenta las paradas en boxes, y su propina seguirá disminuyendo a medida que el jugador reposta. El consumo de combustible del taxi se basa en el tiempo que pasa en el aire, no en cuánto se utilizan los propulsores, por lo que si un jugador necesita ir de un lado de la pantalla al otro, consume menos combustible (aunque es más peligroso) para acelerar hasta la mitad de la pantalla y luego invertir el empuje, que utilizar un pequeño empuje para moverse lentamente por la pantalla y empujes ocasionales hacia arriba para mantener la altitud.
Después de completar todos los niveles, el jugador llega a un "nivel misterioso" especial, en el que el jugador es recibido con el mensaje "Bienvenido a... MUSEWORLD" y tres plataformas, cada una con una figura relacionada con otro Muse Software juego: una ambulancia que representa Rescue Squad (1983, también John Kutcher), el soldado nazi de Castle Wolfenstein (1981, Silas S. Warner), y un robot que dispara relacionado con RobotWar (1981, Silas S. Warner).

## Desarrollo
Kutcher escribió "Space Taxi" cuando era estudiante de primer año en la Hopkins University. La física en el juego fue influenciada por Lunar Lander.

## Legado
"Space Taxi" fue clonado varias veces para el Amiga, una vez manteniendo el nombre original y otra vez como "AirTaxi". Un juego similar en PC se llamaba Ugh!, en el que el jugador controla a un cavernícola con un artilugio volador. Para Windows Phone se publicó una nueva versión de los primeros ocho niveles en 2012 como Sketch Taxi.
Space Taxi 2, una secuela autorizada de Space Taxi, fue lanzada por Twilight Games en 2004. Está disponible en su sitio web.
Space Cab es un tributo a "Space Taxi" creado para el sistema de juego Arduboy basado en Atmega 32u4. "Space Cab" también se puede jugar a través de la emulación en línea.